# روي هنتر شورت
روي هنتر شورت (بالإنجليزية: Roy Hunter Short)‏ هو كاتب سير ومؤرخ أمريكي، ولد في 19 أكتوبر 1902، وتوفي في 2 يوليو 1994.